# Château du Châtelard (Yenne)
Le château du Châtelard, anciennement Chastellard (Castellarium), est une ancienne maison forte du XIVe siècle, au Moyen Âge, siège de la seigneurie du Châtelard, dont les ruines se dressent sur la commune de Yenne une commune française, dans le département de la Savoie et la région Auvergne-Rhône-Alpes.
Il ne faut pas le confondre avec la maison forte du Châtelard, maison natale de Charles Dullin, qui se dresse à quelques centaines de mètres au sud des ruines du château du Châtelard.

## Situation
Le château se dressait, sur un mamelon dominant la vallée d'Yenne, à 2,8 km, au sud-sud-est du bourg, près du hameau du Châtelard.

## Histoire
La maison forte du Châtelard est au XIVe siècle la possession de la famille de Chevelu ; en 1408, Galois de Chevelu en fait reconnaissance à Amédée VIII de Savoie. La maison forte passe peu après à la famille de Seyssel, à la suite du mariage d'Élisabeth, fille du seigneur de Chevelu, avec Claude de Seyssel, fils de Pierre de Seyssel, seigneur d'Aiguebelette, Claude de Seyssel devenant seigneur du Châtelard. Le 23 février 1441, avec les habitants de Chevelu, il passe un contrat de fortification de la maison forte. Toujours par contrat, dressé par noble Pierre-Martin de Crozo, secrétaire du duc, cette même année, Claude fait encore une transaction avec les syndics, bourgeois et habitants d'Yenne : « concernant le guet, la garde et les fortifications de sa maison forte du Châtelard, où des hommes de la paroisse de Chevelu doivent venir faire garde tout armés, le jour de la Saint-Barthélemy, 24 août, ainsi que font les habitants d'Yenne audit lieu d'Yenne ». Un rôle des hommes armés est ensuite dressé. Claude de Seyssel fera hommage du fief du Châtelard lui venant de sa femme au duc Louis Ier de Savoie le 6 février 1445.
Le fief est pendant une partie des XVe et XVIe siècles la possession d'une famille du Châtelard. Vit, en 1480, noble Jean du Châtelard, et vers 1510, Claude du Châtelard, son fils.
Noble Bernardin de Granier, maître d'hôtel du duc Philippe de Savoie-Nemours, par son mariage, vers 1530, avec Antoinette ou Antonie du Châtelard, devient seigneur du Châtelard, et achète, par acte passé en sa maison forte du Châtelard, le 16 juin 1572, des rentes et servis de Chambuet. Un de ces fils, François de Granier, marié, le 3 novembre 1588, à Suzanne de Viry, décèdera peu après sans descendance. Son frère, Claude de Granier, sera prieur commendataire de Talloires, puis prince-évêque de Genève.
François-Annibal de Seyssel, gouverneur du château de Miolans et capitaine dans l'escadron de Savoie, né vers 1570, fils cadet d'Antoine de Seyssel-Sothonod, marié, par contrat, signé au Clos, le 20 avril 1599, à Pernette du Châtelard, fille de Claude-Charles du Châtelard et de Guillaumette de Fistillieu, mariés, vers 1580, devient seigneur du Châtelard, du Clos, de Chambuet et de Fistillieu.
La maison forte fut détruite, au mois d'août 1600, par les troupes d'Henri IV lors de la guerre franco-savoyarde de 1600-1601. François-Annibal s'installera, après la guerre, dans le second château du Châtelard, qui se dresse encore de nos jours à quelques centaines de mètres au sud, où il meurt le 12 novembre 1647.
Ce second château du Châtelard, qui est plus exactement une maison forte, a été habité par la famille de Seyssel-Châtelard jusqu'à l’extinction de celle-ci au XVIIIe siècle. Le château passe alors dans la famille de Cordon par le mariage de Sébastienne Pétronille de Seyssel avec son cousin le Général-Comte Joseph de Cordon en 1783.
Celui-ci meurt sans enfants en 1839. Il lègue le Châtelard à un de ses amis, Joseph Dullin (oncle de Pierre Dullin, propriétaire du Château de Bornessant), percepteur à Yenne.
Après Joseph Dullin, c'est son neveu Jacques qui habite le Châtelard et y élève ses dix-huit enfants, dont le dernier est le célèbre acteur Charles Dullin. Après la mort de Jacques Dullin, la maison-forte est vendue à la famille Dupasquier, qui en est toujours propriétaire.

## Description
Au début du XXe siècle, il n'en restait que quelques pans de murs.